# Kurt Oppelt
Kurt Oppelt (ur. 18 marca 1932 w Wiedniu, zm. 16 września 2015 w Goldenrod) – austriacki łyżwiarz figurowy, startujący w konkurencji solistów i par sportowych z Sissy Schwarz. Mistrz olimpijski z Cortina d’Ampezzo (1956) i uczestnik igrzysk olimpijskich (1952), mistrz świata (1956), mistrz Europy (1956) oraz 5-krotny mistrz Austrii (1952–1956).

## Biografia

### Kariera amatorska
Oppelt występował jako solista w latach 1951–1953 równolegle z jazdą w parach sportowych z Sissy Schwarz. Na Zimowych Igrzyskach Olimpijskich 1952 w Oslo Oppelt indywidualnie zajął 11. miejsce, zaś w parze z Oppeltem miejsce 9. W 1953 roku po wygraniu przez parę Schwarz / Oppelt brązowego medalu mistrzostw Europy w Davos, zarówno Scharz, jak i Oppelt skupili się na konkurencji par sportowych i zakończyli indywidualne starty.
W kolejnych latach para Schwarz / Oppelt zdobyła pięć tytułów mistrza kraju (1952–1956). Na mistrzostwach świata zdobywali kolejno brązowy medal w roku 1954 i medal srebrny w 1955. Podobnie na mistrzostwach Europy, gdzie w po brązie w 1953 roku zdobyli srebro w 1954.
W roku 1956 byli niepokonani. Na Zimowe Igrzyska Olimpijskie 1956 jechali jako mistrzowie Europy 1956 w Paryżu. Następnie zostali mistrzami olimpijskimi w Cortina d’Ampezzo, gdzie pokonali kanadyjską parę Frances Dafoe / Norris Bowden, która po zawahaniu w podnoszeniu zakończyła program po zakończeniu muzyki. Sędziowie nie byli jednomyślni, 6 z 9 sędziów przyznało złoto austriackiej parze. Karierę amatorską para Schwarz / Oppelt zakończyła zdobyciem tytułu mistrzów świata w Garmisch-Partenkirchen.

### Kariera profesjonalna i trenerska
Po zakończeniu kariery amatorskiej para Schwarz / Oppelt dołączyła do rewii Wiener Eisrevue, gdzie występowała przez trzy lub cztery kolejne lata. Następnie Oppelt był trenerem holenderskiego zespołu łyżwiarskiego w latach 1957-60. Był również instruktorem Pennsylvania State University, chociaż później pracował także dla firmy ubezpieczeniowej.

### Życie prywatne
Oppelt osiedlił się w Stanach Zjednoczonych. Miał żonę Cathleen i dwóch synów Kurta oraz Christophera urodzonych w latach 70. XX w.

## Osiągnięcia

### Pary sportowe
Z Sissy Schwarz
| Zawody               | 1952           | 1953           | 1954           | 1955           | 1956           |                |                |                |                |                |                |                |                |                |                |                |                |
| Międzynarodowe       | Międzynarodowe | Międzynarodowe | Międzynarodowe | Międzynarodowe | Międzynarodowe | Międzynarodowe | Międzynarodowe | Międzynarodowe | Międzynarodowe | Międzynarodowe | Międzynarodowe | Międzynarodowe | Międzynarodowe | Międzynarodowe | Międzynarodowe | Międzynarodowe | Międzynarodowe |
| -------------------- | -------------- | -------------- | -------------- | -------------- | -------------- | -------------- | -------------- | -------------- | -------------- | -------------- | -------------- | -------------- | -------------- | -------------- | -------------- | -------------- | -------------- |
| Igrzyska olimpijskie | 9              |                |                |                | 1              |                |                |                |                |                |                |                |                |                |                |                |                |
| Mistrzostwa świata   | 7              | 6              | 3              | 2              | 1              |                |                |                |                |                |                |                |                |                |                |                |                |
| Mistrzostwa Europy   | 7              | 3              | 2              |                | 1              |                |                |                |                |                |                |                |                |                |                |                |                |
| Krajowe              |                |                |                |                |                |                |                |                |                |                |                |                |                |                |                |                |                |
| Mistrzostwa Austrii  | 1              | 1              | 1              | 1              | 1              |                |                |                |                |                |                |                |                |                |                |                |                |

### Soliści
| Zawody               | 1951           | 1952           | 1953           |                |                |                |                |                |                |                |                |                |                |                |                |                |                |
| Międzynarodowe       | Międzynarodowe | Międzynarodowe | Międzynarodowe | Międzynarodowe | Międzynarodowe | Międzynarodowe | Międzynarodowe | Międzynarodowe | Międzynarodowe | Międzynarodowe | Międzynarodowe | Międzynarodowe | Międzynarodowe | Międzynarodowe | Międzynarodowe | Międzynarodowe | Międzynarodowe |
| -------------------- | -------------- | -------------- | -------------- | -------------- | -------------- | -------------- | -------------- | -------------- | -------------- | -------------- | -------------- | -------------- | -------------- | -------------- | -------------- | -------------- | -------------- |
| Igrzyska olimpijskie |                | 11             |                |                |                |                |                |                |                |                |                |                |                |                |                |                |                |
| Mistrzostwa świata   |                |                | 11             |                |                |                |                |                |                |                |                |                |                |                |                |                |                |
| Mistrzostwa Europy   |                |                | WD             |                |                |                |                |                |                |                |                |                |                |                |                |                |                |
| Krajowe              |                |                |                |                |                |                |                |                |                |                |                |                |                |                |                |                |                |
| Mistrzostwa Austrii  | 3              | 3              | 2              |                |                |                |                |                |                |                |                |                |                |                |                |                |                |